# Thermocyclops pachysetosus
Thermocyclops pachysetosus is een eenoogkreeftjessoort uit de familie van de Cyclopidae. De wetenschappelijke naam van de soort is voor het eerst geldig gepubliceerd in 1951 door Lindberg.